# Боровичская епархия
Борови́чская епа́рхия — епархия Русской православной церкви, объединяющая приходы и монастыри в восточной части Новгородской области (в границах Боровичского, Мошенского, Окуловского, Хвойнинского, Пестовского и Любытинского районов). Входит в состав Новгородской митрополии.

## История
21 октября 1923 года комиссия по учреждению в г. Боровичи епископской кафедры направила Ходатайство Патриарху Тихону: «Потребность в епископе обуславливают церковной разрухой, проникновением идей обновленчества и необходимостью сплочения православных сил — прилагаются и акты избрания кандидата в епископы. Комиссия по устройству епископской кафедры в Боровичах работает с 1921 г». В том же году Боровичское викариатство было создано.
В 1934 году Боровичское викариатство было преобразовано в Боровичскую епархию. После смерти архиепископа Никиты (Стягова) в 1936 году не замещалась. В начале 1937 году в Боровичах поселился епископ Гавриил (Воеводин), который в том же году был арестован в числе 60 местных священнослужителей Патриаршей Церкви. К 1940 году все храмы Боровичской епархии были закрыты.
В мае 1944 года, при назначении архиепископа Григория (Чукова) на Псковскую кафедру, ему поручалось временное управление рядом других епархий, включая Боровичскую (в которой на тот момент всё ещё не действовало ни одного храма). Однако после выделения Новгородской области (5 июля 1944 года) и учреждения должности уполномоченного Совета по делам РПЦ по Новгородской области вопрос о возрождении Боровичской епархии отпал. Количество епископов в СССР строго ограничивал Совет по делам РПЦ (с 1965 года — Совет по делам религий), и больше одной епархии в одной области иметь не разрешалось.
Во 2-й половине 1940-х годов в районах, ныне входящих в Боровичскую епархию, удалось открыть 7 храмов; в период хрущёвских гонений на религию 3 из них были повторно сняты с регистрации.
Возрождена решением Священного Синода Русской православной церкви 28 декабря 2011 года путём выделения из Новгородской епархии. Включена в состав Новгородской митрополии.

## Епископы
Боровичское викариатство
- Никита (Стягов) (19 декабря 1923—1934)

Боровичская епархия
- Никита (Стягов) (1934 — 19 августа 1936)
- Гавриил (Воеводин) (1937) в/у
- Григорий (Чуков) (май — июль 1944) в/у, архиеп. Псковский
- Ефрем (Барбинягра) (с 5 февраля 2012)

## Благочиния и благочинные
Епархия разделена на 4 церковных округа:
- Боровичское благочиние — протоиерей Иоанн Мороко
- Окуловское благочиние — иерей Илия Стрелков
- Пестовское благочиние — иерей Сергий Лысенко
- Хвойнинское благочиние — иерей Михаил Абашкин

## Монастыри
- Свято-Духов Боровичский монастырь в Боровичах (мужской). Имеет статус архиерейского подворья
- Свято-Троицкий Никандров монастырь в селе Никандрово (женский)
- Свято-Троицкая Рёконьская пустынь в Любытинском районе. Не действующий.